# Yomiuri Football Club 1979
Questa voce raccoglie le informazioni riguardanti lo Yomiuri Football Club nelle competizioni ufficiali della stagione 1979.

## Stagione
Grazie all'apporto degli stranieri (in particolare Jair Matos, incluso per il secondo anno consecutivo nel miglior undici del torneo, e Ruy Ramos, laureatosi capocannoniere del torneo con 14 reti) e dei giovani promossi dal vivaio, nella stagione 1979 lo Yomiuri si propose come candidata alla vittoria finale, divenendo l'unica squadra a tentare di ostacolare il Fujita Kogyo capolista. Nel corso della stagione la squadra avrà inoltre modo di vincere il suo primo trofeo nazionale, sconfiggendo in finale il Furukawa Electric dopo aver eliminato al primo turno il più quotato Yanmar Diesel. In Coppa dell'Imperatore lo Yomiuri uscirà invece ai quarti di finale, dopo aver subìto quattro reti dall'Hitachi.

## Maglie e sponsor
Alle divise della stagione precedente, prodotte dalla Puma, se ne aggiunge una interamente blu con la maglia ornata da strisce rosse. Al centro di tutte le maglie campeggia la scritta Yomiuri, riportata lungo tutta la larghezza della parte anteriore.
| Manica sinistra · Manica sinistra · Maglietta · Maglietta · Manica destra · Manica destra · Pantaloncini · Pantaloncini · Calzettoni | Manica sinistra · Manica sinistra · Maglietta · Maglietta · Manica destra · Manica destra · Pantaloncini · Calzettoni | Manica sinistra · Manica sinistra · Maglietta · Maglietta · Manica destra · Manica destra · Pantaloncini · Pantaloncini · Calzettoni |  |

## Rosa
| N. |                     | Ruolo | Calciatore       |
| -- | ------------------- | ----- | ---------------- |
| 1  | Giappone (bandiera) | P     | Kiyoshi Takada   |
| 3  | Giappone (bandiera) | D     | Yasutarō Matsuki |
| 6  | Giappone (bandiera) | C     | Yukitaka Omi     |
| 7  | Brasile (bandiera)  | C     | Jairo Matos      |
| 8  | Brasile (bandiera)  | C     | Ruy Ramos        |
| 9  | Brasile (bandiera)  | A     | George Yonashiro |
| 10 | Giappone (bandiera) | A     | Shoji Wago       |
| 11 | Giappone (bandiera) | A     | Toshiki Okajima  |
| 12 | Giappone (bandiera) | C     | Ryusuke Ofuchi   |

| N. |                     | Ruolo | Calciatore        |
| -- | ------------------- | ----- | ----------------- |
| 14 | Giappone (bandiera) | C     | Tetsuya Totsuka   |
| 15 | Giappone (bandiera) | A     | Kazuaki Hamaguchi |
| 20 | Giappone (bandiera) | D     | Takuro Okuda      |
| 26 | Giappone (bandiera) | C     | Takekazu Suzuki   |
|    | Giappone (bandiera) | P     | Toyoaki Fukumoto  |
|    | Giappone (bandiera) | D     | Minoru Tanaka     |
|    | Brasile (bandiera)  | D     | Jorge Toledo      |
|    | Giappone (bandiera) | A     | Masato Ōtomo      |

## Statistiche

### Statistiche di squadra
| Competizione          | Punti | Totale | Totale | Totale  | Totale | Totale  | Totale | Totale | Totale | DR  |
| Competizione          | Punti | G      | V      | V (dcr) | N      | P (dcr) | P      | Gf     | Gs     | DR  |
| --------------------- | ----- | ------ | ------ | ------- | ------ | ------- | ------ | ------ | ------ | --- |
| JSL Division 1        | 43    | 18     | 10     | 0       | -      | 4       | 4      | 48     | 26     | +22 |
| JSL Cup               | -     | 3      | 3      | -       | 0      | -       | 0      | 12     | 8      | +4  |
| Coppa dell'Imperatore | -     | 2      | 1      | -       | 0      | -       | 1      | 7      | 4      | +3  |
| Totale                | -     | 23     | 14     | 0       | 0      | 4       | 5      | 67     | 38     | +29 |